# Emmeline Pankhurst
Emmeline Pankhurst (Manchester, 15 de juliol de 1858-Londres, 14 de juny de 1928) fou una de les fundadores del moviment sufragista britànic, un moviment de dones que lluitaren pel seu dret a votar. El seu nom, més que qualsevol altre, està associat a la lluita pel dret a vot per a les dones en el període immediatament anterior a la Primera Guerra Mundial.

## Biografia

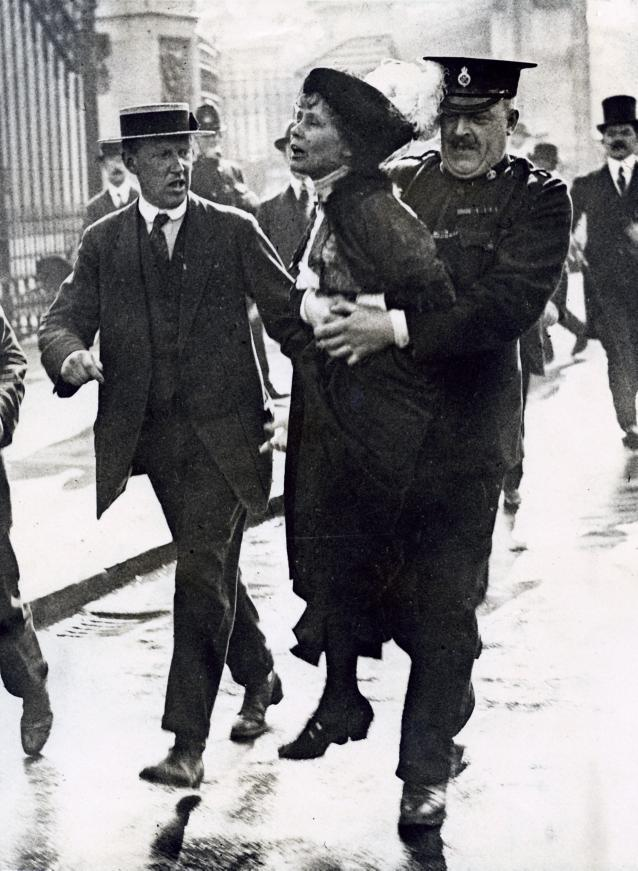
Emmeline Pankhurst, arrestada davant de Buckingham Palace quan pretenia lliurar una petició al rei George en maig de 1914

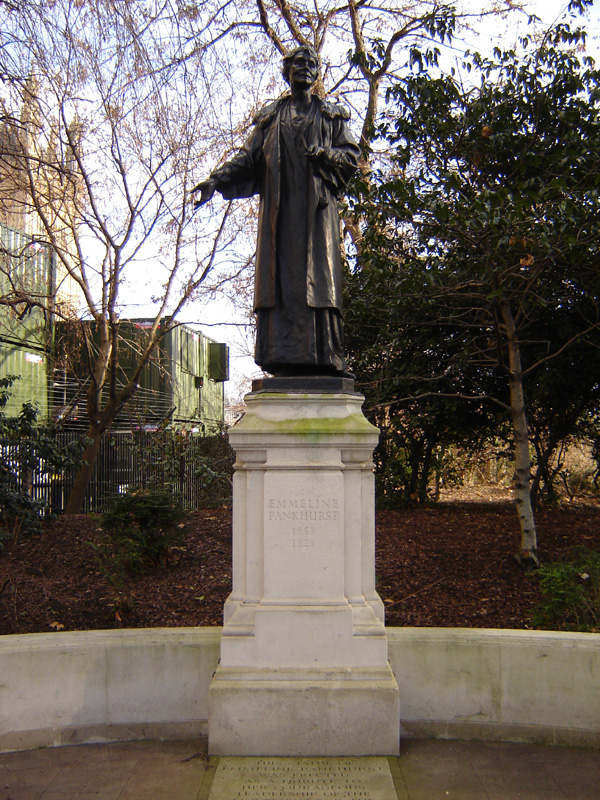
Monument a Emmeline Pankhurst

Emmeline va néixer l'any 1858 a Manchester, filla d'un reeixit home de negocis amb idees polítiques radicals. El seu cognom de soltera era Goulden, però es coneix pel del seu marit, l'advocat Richard Marsden Pankhurst, amb qui es va casar el 1879 i va tenir tres filles: Christabel, Sylvia i Adela. El seu marit ja donava suport anteriorment el moviment de les sufragistes, i havia fet aprovar diverses lleis que regulaven el dret a la propietat de la dona casada, entre 1870 i 1882.

## Activitat política
El 1892, Emmeline Pankhurst va fundar la Lliga pel Dret al Vot de la Dona, i per aquella època tant ella com el seu marit s'afilien al nounat Partit Laborista. La mort del seu marit el 1898 no va fer que s'aturés en la seva activitat, i el 1903 creà la Unió Política i Social de la Dona (WSPU), un moviment reivindicatiu entre els membres del qual hi havia la famosa Annie Kenney, la "màrtir" del sufragisme, Emily Davison i la compositora Ethel Smyth. Les seves filles Christabel i Sylvia es van unir al moviment i hi aportaren moltes coses, si bé des d'òptiques diferents. Una altra filla seva, Adela Pankhurst, fou activista a Austràlia, on havia emigrat. Tingué encara dos fills més: Francis Henry, que morí de diftèria sent un infant (1884-1888), i Henry Francis, que també morí jove (1889-1910).
Les tàctiques d'Emmeline Pankhurst la van portar diverses vegades a la presó, però ja que pertanyia a la classe alta, no va patir les mateixes privacions que altres preses sufragistes (per exemple, la van alimentar per força en el curs d'una vaga de fam, en lloc de deixar-la morir). El seu lideratge fou discutit, i el moviment es va segregar en diverses faccions. La seva autobiografia, La meva pròpia història, es publicà el 1914. Va morir el 1928, poques setmanes abans que es fes realitat el major dels seus objectius: el dret al vot femení al Regne Unit.

## Cultura popular
L'any 1999 la revista Time la va nomenar una de les 100 persones més importants del segle xx.